# Helena Kennedy, Baroness Kennedy of The Shaws

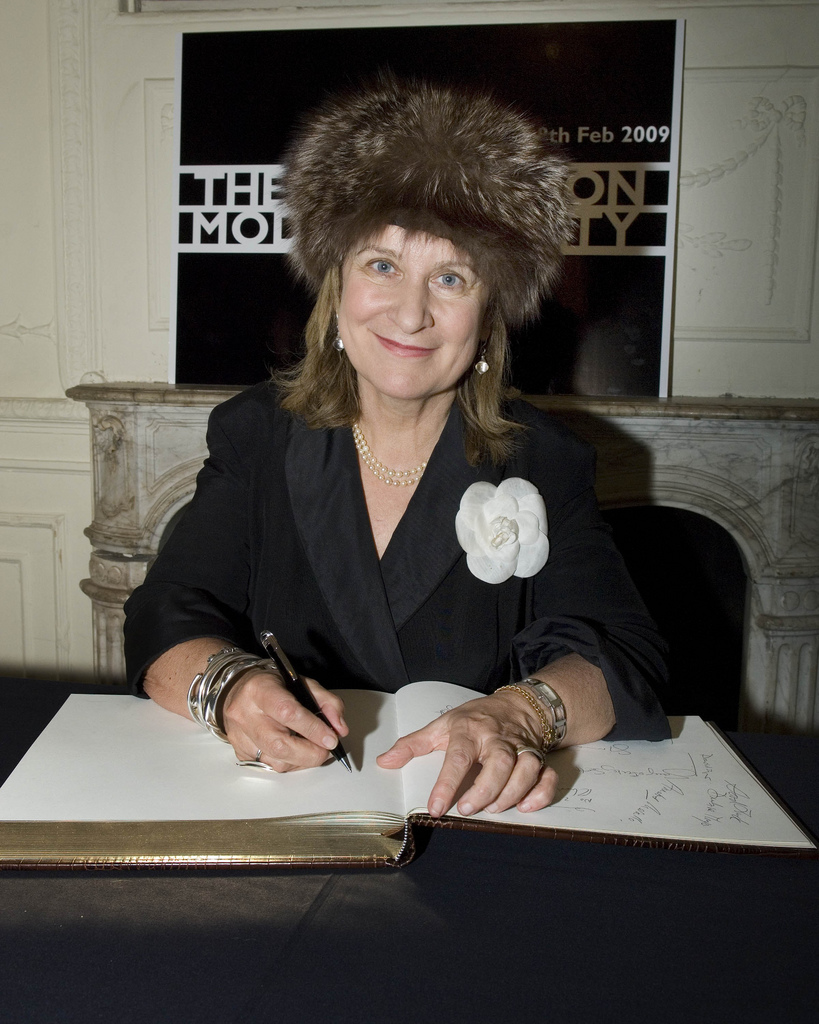
Helena Kennedy, Baroness Kennedy of The Shaws

Helena Ann Kennedy, Baroness Kennedy of The Shaws, LT, KC, FRSA, (* 12. Mai 1950 in Glasgow) ist eine britische Rechtsanwältin, Fernsehjournalistin und Abgeordnete der Labour Party im House of Lords. Lady Kennedy of The Shaws ist die ehemalige Vorsitzende der Humangenetikkommission, die die britische Regierung zu ethischen, sozialen und rechtlichen Fragen berät, die sich aus den Entwicklungen in der genetischen Wissenschaft ergeben.

## Familie
Sie wurde in Glasgow geboren und hat drei Schwestern. Ihre Familienmitglieder sind auch Labour-Aktivisten und überzeugte Katholiken. Ihr Vater, Joshua Kennedy, ein Drucker beim Daily Record, war ein Gewerkschafter. Sie besuchte Holyrood Secondary School in Glasgow, wo sie zum Head Girl wurde. Kennedy besucht weiterhin Messen und bekennt, dass der Katholizismus ein wichtiger Teil von ihr bleibe, obwohl sie dessen traditionellere Werte meidet. Sie studierte Jura am London’s Council of Legal Education.
Ihr erster Partner war der Schauspieler Iain Mitchell, mit dem sie von 1978 bis 1984 lebte und von dem sie einen Sohn hat. Im Jahr 1986 heiratete sie den Chirurgen Iain Louis Hutchison, mit dem sie eine Tochter und einen Sohn bekam.
Im Jahre 2013 wurde sie zum Ehrenmitglied (Honorary Fellow) der British Academy gewählt. 2024 wurde sie in den Distelorden aufgenommen.

## Akademische Karriere
Sie ist seit September 2011 Principal des Mansfield College in Oxford. Sie hat zahlreiche wissenschaftliche Auszeichnungen erhalten:
- Fellow of the Royal Society of Arts (FRSA)
- Fellow of the City and Guilds of London Institute (FCGI)
- Member of the Académie Universelle des Cultures (Paris)
- Honorary Fellow, Royal College of Psychiatrists, 2005
- Honorary Fellow, Royal College of Paediatrics and Child Health, 2005
- Honorary Fellow, Institute of Advanced Legal Studies
- Honorary Fellow, University of Cambridge, 2010
- Honorary Fellow, School of Oriental and African Studies (SOAS), 2011
- Ehrendoktortitel in Jura: University of Strathclyde 1992, University of Teeside 1993, Keele University 1994, Lancaster University 1994, Leeds Metropolitan University 1995, University of  Bristol 1997, University of Wolverhampton 1997, The Open University 1997, University of Abertay Dundee 1997, Tavistock Centre under the auspices of the University of East London 1997, University of Derby 1998, University of Leicester 1998, University of York 1999, National University of Ireland 2000, University of Aberdeen 2000, Oxford Brookes University 2001, Glasgow Caledonian University 2001, Robert Gordon University 2002, Judicial Academy of Russia 2002, Polytechnic University of Tomsk 2002, Middlesex University 2003, De Montfort University 2004, University of  Sheffield 2005, Staffordshire University 2005, University of Paisley 2005, University of Edinburgh 2005[4]

## Fernsehen
- Autorin: Blind Justice, BBC TV, 1987
- Moderatorin: Heart of the Matter, BBC TV, 1987
- Moderatorin: After Dark, Channel 4 und BBC4, Sie präsentierte 1987-2003 viele Folgen dieser Serie, einschließlich der berüchtigten Episode mit dem betrunkenen Oliver Reed, in der dieser die kritische Feministin Kate Millett verbal beleidigt hat und versucht hat, sie zu küssen.
- Moderatorin: Raw Deal on Medical Negligence, BBC TV, 1989
- Moderatorin: The Trial of ‘Lady Chatterley’, BBC Radio 4, 1990
- Moderatorin: Time Gentlemen, Please, BBC Scotland, 1994 (Sieger, TV Program Award in der Kategorie 1994 Industry Journalism Awards)
- Kommissarin des BAFTA-Untersuchungsausschusses zur Zukunft der BBC, 1990

## Politik
Sie war von 1992 bis 1997 Vorsitzende der Charter88 und ist eng mit der Bildungsstiftung Common Purpose verbunden.
Am 27. Oktober 1997 wurde sie als Baroness Kennedy of The Shaws, of Cathcart in the City of Glasgow, zur Life Peeress erhoben und wurde dadurch auf Lebenszeit Mitglied des House of Lords.
Sie rebelliert gegen den Whip ihrer Partei im House of Lords häufiger als alle anderen Peers der Labour Party mit einem Dissens von 33,3 %.

## Öffentliche Ämter
- Präsidentin der Helena Kennedy Foundation
- Präsidentin des Verwaltungsrates der Gouverneure der School of Oriental and African Studies (SOAS)
- Chair, JUSTICE
- Vorsitzende des Board of Governors des United World College of the Atlantic
- Präsidentin, Medical Aid for Palestinians
- Patron, Burma Campaign UK, einer in London ansässigen Gruppe für Menschenrechte und Demokratie in Burma
- Aufsichtsratsmitglied von Independent News and Media
- Treuhänder, KPMG Foundation
- Kanzlerin der Oxford Brookes University (1994-2001)
- Vorsitzende, British Council (1998-2004)
- Vorsitzende, Human Genetics Commission (1998-2007)
- Präsidentin des Nationalen Kinder-Büros (1998-2005)
- Vorsitzende der Power-Commission von November 2005 bis März 2006, die das Problem des demokratischen Unbeteiligtheit in Großbritannien untersucht. Ein Bericht über den „Myth of Apathy“ und den Mangel an politischem Engagement wurde von ihr veröffentlicht.[5]
- Chair of Power 2010, einer Initiative, die darauf abzielte, die Konzepte hinter der Power-Kommission in den Britischen Unterhauswahlen 2010 zu verwirklichen
- Mitglied des External Advisory des World Bank Institute Council
- Mitglied des Vorstandes des British Museum
- Vize-Präsidentin der Haldane Society
- Vize-Präsidentin der Association of Women Barristers
- Patron, Liberty
- Patron, UNLOCK, Nationalverband für Ex-Straftäter
- Patron, Debt Doctors Foundation UK (DD-UK)
- Patron, Tower Hamlets Summer University
- Chair, Howard League Kommission zur Untersuchung von Gewalt in Strafanstalten für Jugendliche (Abschlussbericht, Banged Up, Beaten Up, Cutting Up, veröffentlicht 1995)
- Vorsitzende, Kommission des Reading Borough Councils zur Untersuchung der Gesundheits-, Umwelt- und Sicherheitsaspekte des Atomic Weapons Establishment in Aldermaston (Abschlussbericht Geheimhaltung gegen Sicherheit, veröffentlicht 1994)
- Chair des Untersuchungsausschusses zum plötzlichen Kindstod am Royal College der Pathologen und Pädiater (Erstellung eines Protokolls für die Untersuchung solcher Todesfälle im Jahr 2004)
- Mitglied des Foreign Policy Centre Advisory Council
- Früher UK Mitglied der International Bar Association Task Force on Terrorism
- Als Kommissarin der Nationalen Kommission für Bildung, leitete sie eine Kommission für die Ausweitung der Weiterbildung und veröffentlichte 1997 einen bahnbrechenden Bericht der Kommission, Learning Works.

## Orden und Ehrenzeichen
- Großkreuz des Verdienstordens der Italienischen Republik (2004)
- Kommandeurin des Ordre des Palmes Académiques (2006)[6]